# Γ-生育酚
γ-生育酚是一種生育酚，是構成维生素E的化合物之一。其食品添加剂E编码為E308。在硫酸催化下，它和溴反应于0 °C正己烷中反应，可以得到5-溴-γ-生育酚。